# Potelle

Potelle este o comună în departamentul Nord, Franța. În 1 ianuarie 2022 avea o populație de 440 de locuitori.